# Cephonodes banksi
Espèce
Cephonodes  banksi est une espèce d'hétérocères de la famille des Sphingidae, sous famille des Macroglossinae tribu des Dilophonotini et du genre Cephonodes.

## Description
La face supérieure de l'abdomen est tricolore (partie antérieure vert foncé, partie médiane rouge-orange avec une bande de crème et la partie postérieure est brun-orange/noir). La face supérieure de l'abdomen a une ligne blanche transversale importante précédant une bande orange rougeâtre. La partie arrière de l'abdomen (postérieur à la bande rouge-orange) est brun-orange. La tête, partie antérieure du thorax, et les pattes antérieures  sont orange vif. Les femelles sont plus grandes et plus foncées que les mâles.

## Répartition géographique
L'espèce est connue aux Philippines et à Sulawesi.

## Systématique
L'espèce Cephonodes  banksi a été décrite par le naturaliste américain Benjamin Preston Clark en 1923.  

### Liste des sous-espèces
- Cephonodes banksi banksi Clark,1923 (Philippines)
- Cephonodes banksi johani Cadiou, 1999 (Sulawesi)